# Lévy-Besson
Le Lévy-Besson était un hydravion à coque militaire, conçu durant la Première Guerre mondiale en France par Marcel Besson et fabriqué en série par la société Hydravions Georges Lévy.